# Diane Lampard
Diane Lampard (25 de marzo de 1957) es una jinete británica que compitió en la modalidad de salto ecuestre. Ganó una medalla de bronce en el Campeonato Mundial de Saltos Ecuestres de 1998, en la prueba por equipos.

## Palmarés internacional
| Campeonato Mundial | Campeonato Mundial | Campeonato Mundial | Campeonato Mundial |
| Año                | Lugar              | Medalla            | Categoría          |
| ------------------ | ------------------ | ------------------ | ------------------ |
| 1998               | Roma (Italia)      | Medalla de bronce  | Por equipos        |